# Arnhemse Boys

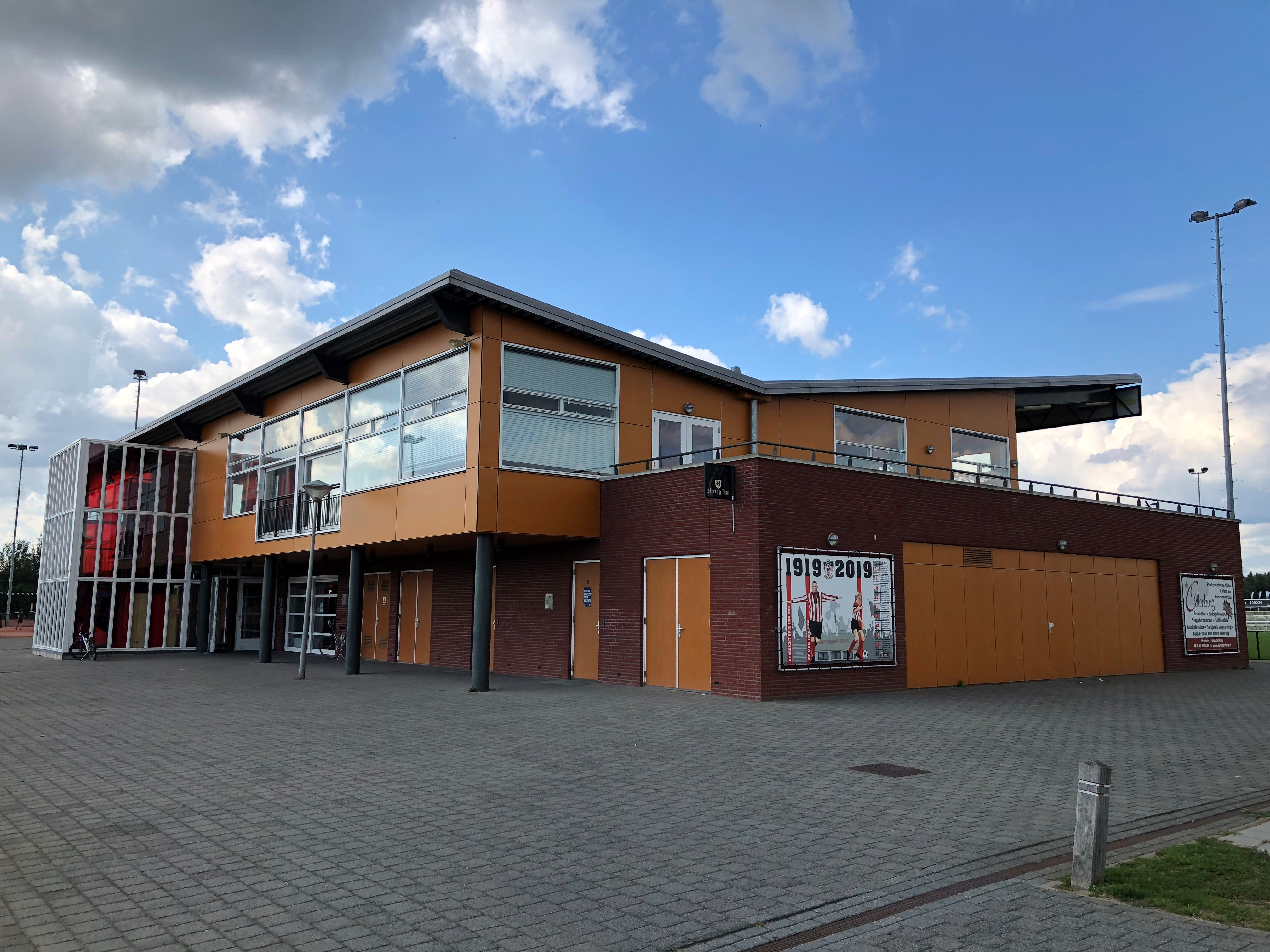
Achterzijde van de accommodatie

De Arnhemse Boys Schuytgraaf, kortweg De Boys, is een Nederlandse voetbalclub uit Arnhem, opgericht in 1919. De clubkleuren zijn rood-wit. De Arnhemmers spelen hun thuiswedstrijden op Sportpark Schuytgraaf. Tussen 1919 en 2009 was Sportpark 't Cranevelt de thuisbasis van de club.
Het eerste elftal komt uit in de Derde klasse. De club heeft ongeveer 700 leden en bestaat uit vijf seniorenteams, acht juniorenteams en 33 pupillenteams (waarvan drie meisjes) en drie 35+ teams. De club heeft een samenwerkingsverband met Vitesse.

## Historie
In juni 1919 werd de Arnhemse Boys opgericht door Piet Schmidt en Anton Spork voor Klarendalse jongeren die voorafgaand aan de oprichting op zondagen voetbalden op speelweides in hun wijk en op Vijverwijk. Na enkele malen een elftal geformeerd te hebben dat tegen andere buurtclubs leuk draaide, besloten beide heren tot oprichting van een voetbalvereniging onder de naam M.V.V. (Moderne Voetbal Vereeniging). De oprichtingsvergadering vond plaats in het café van Thijs Hendriks aan de Tedingstraat in Klarendal.
Direct wordt aansluiting gezocht bij de toenmalige Arnhemse Voetbalbond waar de club wordt ingedeeld in de 3e Klasse. Als speellocatie worden de weilanden op 't Cranevelt uitgekozen. Halverwege het eerste seizoen 1919/1920 ontstaat er binnen de bond discussie over de clubnaam en wordt deze in december 1919 officieel gewijzigd in Arnhemse Boys.
In het seizoen 1921/1922 wordt gespeeld in de Geldersche Voetbalbond en vanaf 1922 bij de Nederlandse voetbalbond. Jarenlang was de volksclub samen met Vitesse het uithangbord van het Arnhemse voetbal.
Tijdens de mobilisatie en bezetting wordt er in het seizoen 1939/1940 een regionale noodcompetitie gespeeld met tegenstanders uit verschillende klassen. Op 5 november 1939 speelt de Arnhemse Boys haar eerste wedstrijd tegen Vitesse in competitieverband, een duel dat eindigt in 1-0 voor De Boys. In het seizoen 1949/1950 treffen beide clubs elkaar weer in de 2e klasse C Oost. Uiteindelijk promoveert Vitesse naar de 1e klasse en groeit uit tot profclub. In 1955 promoveert De Boys ook naar de Eerste klasse, maar daarin hielden ze het slechts twee jaar vol. 
Jarenlang was café Jan van Leur het onofficiële clubhuis van De Boys. Pas in 1970 nam de club van de gemeente het sportpark-restaurant op 't Cranevelt over voor een gulden. Het gebouw bevond zich naast het speelveld van de Arnhemse Boys. Om vanuit de kantine en kleedkamers het hoofdveld te betreden moest er via een spelerstrap afgedaald worden.
De Arnhemse Boys bleef jarenlang een stabiele Tweedeklasser, totdat het verval intrad. De club degradeerde zelfs naar de Vierde klasse, maar onder leiding van oud-doelman Frans de Munck keerde het team in 1986 terug in de Eerste Klasse. Sinds de komst van trainer Henk Bosveld pendelde de club een aantal jaar tussen de Eerste en Tweede klasse. In 1994 vierde Arnhemse Boys haar 75-jarig jubileum. Ter gelegenheid daarvan werd er een wedstrijd gespeeld tegen een gelegenheidsteams met oud-internationals zoals Peter Houtman en Frans Thijssen.
Vanaf 2000 ging het bergafwaarts met de club, zowel sportief als financieel. In vier jaar degradeerden de Arnhemmers van de Eerste klasse naar de Vierde klasse. Daarnaast was het ledental drastisch teruggelopen van 550 naar ongeveer 65 leden. De club kwam in competitieverband uit met een eerste elftal, een veteranenploeg en enkele jeugdteams. De Arnhemse Boys vreesde voor haar voortbestaan. Een eventuele verhuizing naar een nieuwe locatie was noodzakelijk om de club te behouden. Tijdens een Algemene Ledenvergadering stemde een meerderheid van de aanwezigeleden in met de plannen. In 2009 verhuisde de club naar een nieuw sportpark in de nieuwbouwwijk Schuytgraaf. In dat jaar bestaan De Boys precies negentig jaar. Op 4 juni 2009 werd in de bestuursvergadering besloten de clubnaam te wijzigen in Arnhemse Boys Schuytgraaf. Na de overstap van Noord naar Zuid, groeide het ledenaantal naar ongeveer 700 leden.
In 2019 viert de Arnhemse Boys haar 100-jarig jubileum.

## Logo en tenue

### Logo
Het eerste logo van de Arnhemse Boys was een schildvormig figuur. In het midden lag een diagonale scheidingslijn tussen het linker rode vlak en het rechter zwarte vak. In het linker vak stond diagonaal "ARNH." geschreven en in het rechter vlak "BOYS". Later werd de volledige clubnaam en een voetbal aan het logo toegevoegd. In 2009 is een nieuwe versie van het logo in gebruik genomen. Zo is onder andere de witte buitenrand vervangen door een zwarte, de naam minder dik gemaakt en de voetbal aangepast qua uiterlijk. Tevens werd in het logo de tekst "Schuytgraaf" en "1919" toegevoegd.

### Tenue
Vanaf de oprichting bestaat het officiële tenue van Arnhemse Boys uit een rood-wit verticaal gestreept shirt, een zwarte broek en rood-witte sokken.  
Op 2 december 2012 speelde Roda JC in Arnhem tegen Vitesse. Nog voordat de wedstrijd was begonnen, was er al veel onrust omdat de Belgische scheidsrechter de shirts van de Limburgers afkeurde. Daarom werden in allerijl de rood-witte shirts opgehaald bij de nabijgelegen Arnhemse Boys, waarin Roda JC wel mee mocht voetballen van de scheidsrechter.

## Erelijst (zondag)
| Nationaal     |    |                                                                                                   |
| Tweede klasse | 3× | 1965/1966, 1982/1983, 1995/1996                                                                   |
| Derde klasse  | 7× | 1922/1923, 1924/1925, 1926/1927, 1946/1947, 1947/1948, 1973/1974, 1981/1982                       |
| Vierde klasse | 2× | 2004/2005, 2017/2018                                                                              |
| Arnhem Cup    | 9× | 1975/1976, 1976/1977, 1981/1982, 1982/1983, 1984/1985, 1996/1997, 1997/1998, 1999/2000, 2002/2003 |

## Competitieresultaten 1923–2020
| 1 3D |

| 4 3C |

| 1 3C |

| 2 3D |

| 1 3D |

| 7 2B |

| 3 2B |

| 5 2B |

| 10 2B |

| 5 2B |

| 6 2B |

| 9 2B |

| 10 2B |

| 8 3C |

| 2 3C |

| 2 3D |

| 4 3D |

| 4 N |

| 8 3E |

| 3 3E |

| 5 3F |

| 2 3F |

|  |

| 3 3H |

| 1 3E |

| 1 3E |

| 4 2C |

| 6 2C |

| 10 2B |

| 9 2B |

| 6 2B |

| 9 2B |

| 3 2B |

| 6 1B |

| 12 1B |

| 12 2B |

| 10 3C |

| 9 3C |

| 8 3C |

| 9 3C |

| 8 3C |

| 8 3D |

| 12 3D |

| 1 4F |

| 6 3D |

| 4 3D |

| 6 3D |

| 3 3D |

| 10 3C |

| 7 3C |

| 3 3C |

| 1 3C |

| 2 2A |

| 9 2A |

| 2 2A |

| 4 2A |

| 6 2A |

| 4 2A |

| 11 2A |

| 1 3D |

| 1 2A |

| 6 1D |

| 6 1D |

| 5 1D |

| 9 1D |

| 10 1D |

| 12 1D |

| 7 2A |

| 8 2A |

| 7 2A |

| 2 2A |

| 4 2A |

| 7 2A |

| 1 2A |

| 3 1E |

| 7 1E |

| 6 1E |

| 9 1E |

| 12 1E |

| 6 2I |

| 12 2I |

| 12 3C |

| 1 4D |

| 5 3D |

| 10 3D |

| 7 4F |

| 9 4F |

| 3 4F |

| 8 3D |

| 9 3D |

| 10 3D |

| 2 4F |

| 3 4F |

| 13 3D |

| 6 4F |

| 1 4F |

| 12 3D |

| -- 3D |

| - 3D |

| Eerste klasse | Tweede klasse | Derde klasse | Vierde klasse | Noodcompetitie |

In elke staaf van de grafiek staat van boven naar beneden vermeld: 
- Eindnotering

Dit is de positie die de club heeft bereikt in de competitie, zonder eventuele beslissings-, play-off- of nacompetitiewedstrijden die nodig zijn geweest om bijvoorbeeld de kampioen van de competitie te bepalen.
Indien een * achter het getal staat is de notering een tussenstand en kan het zijn dat de notering niet overeenkomt met de uiteindelijke eindstand van de competitie.
Staat er een - dan is het seizoen nog bezig en is er geen definitieve uitslag bekend.
Staat er xx op de positie van de notering, dan heeft de club vroegtijdig de competitie verlaten. Dit kan onder andere komen door terugtrekking van het team, faillissement van de club of door een uitgedeelde straf van de KNVB. In veel gevallen staat elders in het artikel de reden vermeld.
Staat er een ? dan is het resultaat uit het verleden onbekend, en is alleen de competitie of het niveau bekend van dat seizoen.
In de seizoenen 2019/20 en 2020/21 werd wegens de coronacrisis het amateurvoetbal afgebroken. Daardoor kennen deze staven geen eindklassering (middels -- weergegeven).
- Competitieniveau en afdelingsletter of Officiële eindstand Eredivisie
  - Competitieniveau en afdelingsletter

Hierbij geeft het getal het niveau weer, dat ook terug te vinden is in de legenda. De letter is de afdelingsaanduiding en wordt gebruikt wanneer er meer afdelingen zijn op hetzelfde niveau. De afdelingsletter is altijd een hoofdletter en wordt meestal zonder nummer gebruikt.
Voorbeeld: 2F is niveau 2e klasse competitie F.
Het competitieniveau en nummer wordt niet vermeld wanneer er slechts één competitie van dit niveau was.
  - Officiële eindstand Eredivisie (getal staat tussen haakjes vermeld)

Sinds de introductie van play-offwedstrijden voor Europees voetbal na afloop van de reguliere competitie in 2005/06, is de KNVB verplicht een eindstand van de Eredivisie door te geven aan de UEFA aan de hand van deze play-offwedstrijden.
Bij deze eindstand staan clubs die zich hebben gekwalificeerd voor Europees voetbal hoger dan clubs die zich niet wisten te kwalificeren. Indien er geen verschil was tussen de eindnotering en de officiële eindstand, staat dit getal niet vermeld.

- Onderafdeling

Hier staat afgekort de naam van de onderafdeling indien de club in dat jaar in een onderafdeling uitkwam. Tevens staat deze afkorting in de legenda en wordt gelinkt naar het artikel over deze onderafdeling. Deze afkorting wordt alleen vermeld wanneer de club in het verleden in verschillende onderafdelingen heeft gespeeld. Deze vermelding is in de staaf altijd in kleine letters. Deze onderafdelingen zijn na het seizoen 1995/96 afgeschaft. Heeft de club in slechts één onderafdeling gespeeld, dan is dit alleen terug te vinden in de legenda.
Onder de staaf staat het jaartal vermeld waarin het seizoen is afgesloten. 15 verwijst naar het seizoen 2014/15 of eventueel het seizoen 1914/15.
Wanneer een staaf leeg is, zijn deze gegevens niet bekend. Het kan ook zijn dat de club dat seizoen niet heeft meegespeeld op het hogere amateurniveau, vroegtijdig de competitie heeft verlaten of uit de competitie is gezet.

In het seizoen 1944/45 was er wegens de Tweede Wereldoorlog geen regulier competitievoetbal.

## Bekende (oud-)spelers
- Martin Laamers
- Nicky Hofs
- Theo Janssen
- Miliano Jonathans
- Sam Bisselink
- Rini Coolen
- Bennie Hofs
- Henk Hofs
- Toon Hartemink
- Marlon Keizer
- Jan Artz

## Bekende (oud-)trainers
- Henk Bosveld
- Frans de Munck
- Louis Pastoor

## Trivia
In verband met de coronapandemie werd het terrein en de tribune in 2020 en 2021 gebruikt voor de diploma-uitreiking van OBC Elst.